# Лазо Королов
Лазар (Лазо) Лабров Королов (на английски: Lazar Koroloff) е български емигрантски деец в Канада, активист на Македонската патриотична организация.

## Биография
Лазо Королов е роден в 1902 или 1905 година в костурското село Горно Дреновени, тогава в Османската империя. Баща му Лабро Королов загива като доброволец от българската армия в Балканските войни, след това умират майка му и тримата му братя. През 20-те години работи заедно с други дреновчени като строител в Анкара, Турция.
През 1924 година Лазо Королов емигрира от България първо в САЩ, но после се връща във Варна, където членува в македонското братство „Тодор Александров“. През 1930 година се установява в Торонто, Канада. Там отваря собствена бръснарница, а след края на Втората световна война отваря магазин. Енориаш е в македоно-българската църковна община към църквата „Св. св. Кирил и Методий“ и се присъединява към МПО „Правда“, Торонто, като става секретар на дружеството, после е член на МПО „Любен Димитров“, Торонто, а след това е дългогодишен председател на МПО „Победа“. Сред основателите е на македоно-българската църква „Св. Георги“ в Торонто, след което е в настоятелството и същевременно е неин ковчежник. След като Лазар Битов изгонва българския свещеник Васил Михайлов, син на общественика Димитър Михайлов, Лазо Королов през 1972 година участва в основаването и на църквата „Св. Троица“. Делегат е на 19-ия конгрес на МПО, където представя македонското общество от Торонто. Лазо Королов умира на 17 май 2002 година в Торонто.
Негов син е Лабро Королов, историк и филолог, член на централния комитет на МПО, редактор на вестник „Македонска трибуна“ и председател на патриотичната организация „Македония – Швейцария на Балканите“ със седалище в Торонто. По майчина линия Лабро Королов е родственик с войводите Никола Кузинчев и Лазар Поптрайков.
Част от архивите на Лазо Королов се съхраняват в Института по история на българската емиграция в Северна Америка в град Гоце Делчев.